# Панковчин, Вацлав
Вацлав Панковчин (словац. Václav Pankovčín; 21 мая 1968, Гуменне — 18 января 1999, Братислава) — словацкий писатель, автор рассказов, романист.
Родился в городе Гуменне (восточная Словакия). В 1986—1990 годах учился по специальности «журналистика» на философском факультете Братиславского Университета имени Коменского. Был редактором газет Smena, SME, Pravda, одновременно работал педагогом на кафедре журналистики философского факультета Университета Коменского. Умер в тридцатилетнем возрасте.
Его произведения посвящены восточной Словакии. Являлся автором семи прозаических книг.
В прозаическом произведении Маракеш (1994). Маракеш — небольшая карпатская деревушка, расположенная в богом забытой, далёкой от Братиславы части страны, писатель с точки зрения жителей этой деревни рисует саркастический образ преобразований, происходящих после падения коммунизма.
В России вышел его рассказ «Это будут прекрасные похороны (1997)» (издательство «МИК», 2009). Существуют переводы этого же произведения, а также произведений «Маракеш» и «Три женщины под ореховым деревом» на польский язык (2006, 2009). Также некоторые его произведения были переведены на чешский, русинский и английский языки.

## Другие произведения
- Возможно, я здесь не зря (1992)
- Мамонт в холодильнике. Школьный вестерн (1992, для детей и юношества)
- Три женщины под ореховым деревом (1996)
- Полярная бабочка. Пространство 3х4 (1997)
- К-85. История прерванного муравьиного пути (1998)
- Линарес (1999)
- Šicke me naše (1999, избранные рассказы)
- Пять на пять (2011, 1-е издание)